# Power Macintosh 7300
A Power Macintosh 7300 számítógépet az Apple gyártotta és forgalmazta 1997. február 17. és 1997. november 10. között. A Power Macintosh 7300 a Power Macintosh számítógép-családba tartozott. A Power Macintosht szokás Power Mac-ként vagy PM-ként említeni szóban és írásban, az Apple hivatalosan az első G4-es Power Macnél használta a Power Mac megnevezést.
A PM 7300 három eltérő sebességű CPU-val – 166, 180 és 200 MHz-es – debütált, egyszerre mutatták be a Power Macintosh 8600-zal és PM 9600-zal, valamint a PowerBook 3400c-vel. A PM 7300 váltotta a PM 7200-at és a PM 7500-at, leváltva az utolsó első generációs PowerPC 601 rendszereket. A MacUser Magazine beszámolója szerint az 1997 elején bemutatott új gépek közül a 7300 „a legkielégítőbb fejlesztést kínálja” az elődeihez képest jelentős teljesítményugrásnak köszönhetően, valamint ötven százalékkal gyorsabb CD-ROM-ot és merevlemez-területet kínál.
A PM 7300 az „Outrigger“ házat használta, processzora PowerPC 604e volt. A PM 7300 szokatlan módon a magasabb sorszámot viselő PM 7500 utódának is számított. Megjegyzendő, az Apple soha sem gyártott PM 7400 nevű számítógépet, az ok ismeretlen.

## Power Macintosh 7200 verziók
- 1997. február 13. Power Macintosh 7300/166, Európában és Ázsiában értékesítik
- 1997. február 17. Power Macintosh 7300/180
- 1997. február 17. Power Macintosh 7300/200
- 1997. április 4. Power Macintosh 7300/180 PC-kompatibilis
- 1997. április 21. Workgroup Server 7350/180, megfelelő szoftver kiegészítéssel

## A Power Macintosh 7300 technikai leírása
A fekvő házas gép súlya 10 kg, magassága 156 mm, szélessége 366 mm és mélysége 429 mm volt. A számítógépet 166 MHz-es PowerPC 604e processzor vezérelte (L1 cache: 64kB, L2 cache: 256k), a rendszerbusz 41,5 MHz-en működött. Az adatokat a 2,0 GB SCSI belső merevlemezre lehetett elmenteni. Külső adattárolási lehetőséget az 1,44 MB kapacitású hajlékonylemez meghajtó és 12x CD-ROM kínált. A gépet System 7.5.5 operációs rendszerrel szállították. A nyolc memória helyre az alapkonfigurációban 16 MB (70 ns) memóriát ültettek, maximálisan 1.0 GB kezelésére volt képes a gép a gyári specifikáció szerint. A számítógépnek nem volt saját kijelzője. A videó-kimeneten át 832x624 képpont felbontású jelet adott ki. A kép megjelenítést 2 MB (maximum: 4 MB) videó-memória támogatta. A gép két portot – AAUI és 10Base-T – kínált Ethernet csatlakozáshoz és nem volt beépített modeme. A gépnek a következő csatlakozói voltak: egy ADB,  egy DB-25 SCSI-hoz, két Geoport, és egy mikrofon (Plain Talk). A gép bővíthetőségét szolgálta egy LC PDS bővítőhely. Külső SCSI eszköz (merevlemez) csatlakoztatására is volt lehetőség.

## Technikai adatok táblázatban
A táblázat nem tartalmazza az összes műszaki paramétert. Az egyes modelleknél a bemutatáskor érvényes adatokat soroljuk fel, a későbbi frissítéseket nem. Az adatok az Apple adatlapjáról származnak, a hiányzó adatok – egyes gépeknél a kivezetés időpontja, az összes kijelző adat, üzemóra adat... – az Everymac.com oldalról és a Mactracker alkalmazásból valók.
| Gép nevebemutatva kivezetveoperációs rendszer     | Méretmagasság szélesség mélység súly | Processzorprocesszor @órajel L1 és L2 cacherendszerbusz | Memóriaalap max. @sebességhely, típus            | Háttértármerevlemezkülső adathordozó | Kijelzőmérete felbontása (képpont)           | Grafikavideókártyamemória (max.) VRAM típus | Csatlakozók, bővíthetőségEthernetmodembelső bővítőhelyegyéb |
| ------------------------------------------------- | ------------------------------------ | ------------------------------------------------------- | ------------------------------------------------ | ------------------------------------ | -------------------------------------------- | ------------------------------------------- | ----------------------------------------------------------- |
| PM 73001997. febr. 17. 1997. nov. 10.System 7.5.5 | 156x366x429 mm 10 kg fekvő házas     | PowerPC 604e @166 MHz L1: 64kB L2:256kBusz: @41,5 MHz   | 16 MB max: 1.0 GB @70 nsnyolc hely, 168-pin DIMM | 2.0 GB (SCSI)12x CD-ROM              | nincs kijelző.Videókimenet: 832x624 képpont. | nincs2 MB / 4 MB 1 MB VRAM DIMM             | Ethernet: AAUI és 10Base-T–három PCI                        |

## Power Macintosh számítógépek az időben
| A Power Macintosh számítógépek idővonalon |
| --- |
| |
| A színek kezdete a bemutató időpontja, a forgalmazás több esetben is hónapokkal később kezdődött. Megeshet, hogy egy csík végét kitakarja egy másik csík eleje. Előfordul, hogy a gyártás befejezését követően még egy ideig forgalomban marad a gép adott verziója. A 6100/66 géppel kezdődő sorok az asztali, fekvő Power Macintoshok, a 8100/80 géppel kezdődő sorok az álló Power Macintosok, a kis álló házat szürke csík jelöli. Az 5200/75 LC géppel kezdődő sorok a kijelzővel egybeépített Power Macintoshok. Az Apple adatlapokon nem szereplő adatok forrása az EveryMac. |

## Fordítás
Ez a szócikk részben vagy egészben  a   Power Macintosh 7300 című angol Wikipédia-szócikk ezen változatának fordításán alapul.  Az eredeti cikk szerkesztőit annak laptörténete sorolja fel. Ez a jelzés csupán a megfogalmazás eredetét és a szerzői jogokat jelzi, nem szolgál a cikkben szereplő információk forrásmegjelöléseként.